# Fejérkövy István
Fejérkövy István, más írásmóddal Fejérkői, Feyérkeöy, Fehérkövy (Kóny, 1522 – Pozsony (?), 1596. november 20.) magyar katolikus főpap, királyi helytartó.

## Életútja
1559 és 1563 között győri kanonok és székesegyházi főesperes, aki  az iskolaügy fejlesztésével tűnt ki. Gregoriancz Pál püspökkel együtt a káptalan iskolája számára megszerezték a kihalt johanniták kónyi birtokát. Miksa magyar király pannonhalmi kormányzó főapáttá (1567–1593. július 13.), később a bakonybéli és a dömölki apáttá nevezte ki. A tűzvész által elpusztított pannonhalmi monostort úgy tudta helyreállíttatni, hogy az apátság birtokait elzálogosította.
1571. január 26. és 1573. május 15. között knini címzetes püspök, 1572. október 27-étől veszprémi megyés püspök, 1575-től megkapta a lövöldi karthauzi kolostort is.1579-től királyi alkancellár, 1587. január 2-ától a pozsonyi magyar kamara elnöke. 1587. augusztus 13. és 1595 között nyitrai megyés püspök. Az áthelyezést jóváhagyó bulla 1588. december 19-én kelt. az egyházmegyét Radovich Péter kanonok, káptalani helynök kormányozta.
1588-ban királyi helytartóvá nevezték ki, és ezt a tisztséget haláláig megtartotta, azonban helyette ténylegesen gróf Cseszneky János győri kapitány járt el. 1596. július 17-étől Rudolf magyar király esztergomi érsekké nevezte ki. Pápai megerősítést egyik püspökségre sem kapott.
Utóda a knini címzetes püspökségen 1573. május 15-étől Mossóczy Zakariás, 1587. december 22-étől Veszprémben és 1596. július 10-étől Nyitrán Forgách Ferenc, Esztergomban 1597. január 22-étől Kutassy János.

## Emlékezete
Első nagyobb szabású nyomtatott imádságos könyvünk, a Pázmány Péter-féle Imádságoskönyv (Graz, 1606) valószínű forrása az ő Imádságoskönyve lehetett (Prága, 1594), de ez utóbbi sajnos elveszett, mai példánya nem ismert, csak egy 18. sz. utalásból tudunk létezéséről.
2019 júniusában szülőfalujában, Kónyban emléktáblát avattak tiszteletére.
A kónyi önkormányzat rendszeresen megjelenő kulturális lapjában, a Kónyi Kisbíróban  az avatás kapcsán összefoglaló, modern írás jelent meg róla és az eseményről.